# Wijken en buurten in Mook en Middelaar
De Nederlandse gemeente Mook en Middelaar is voor statistische doeleinden onderverdeeld in wijken en buurten. De gemeente is verdeeld in de volgende statistische wijken:
- Wijk 00 Mook (CBS-wijkcode:094400)
- Wijk 01 Middelaar (CBS-wijkcode:094401)

Een statistische wijk kan bestaan uit meerdere buurten. Onderstaande tabel geeft de buurtindeling met kentallen volgens het Centraal Bureau voor de Statistiek (2008):
| CBS-buurtcode | Buurtnaam                       | Inwonertal | Opp. totaal (ha) | Opp. land (ha) | Ligging                |
| ------------- | ------------------------------- | ---------- | ---------------- | -------------- | ---------------------- |
| BU09440000    | Molenhoek                       | 3780       | 320              | 316            | Locatie in de gemeente |
| BU09440001    | Mook                            | 2830       | 304              | 272            | Locatie in de gemeente |
| BU09440009    | Verspreide huizen Bisselt       | 260        | 393              | 393            | Locatie in de gemeente |
| BU09440100    | Riethorst-Plasmolen             | 330        | 404              | 349            | Locatie in de gemeente |
| BU09440101    | Middelaar Katerbosch en Heikant | 900        | 463              | 409            | Locatie in de gemeente |